# دوبرانی (ناحیه ریخنوف ناد کنیژنوو)
دوبرانی (به چکی: Dobřany) یک منطقهٔ مسکونی در جمهوری چک است که در ناحیه ریخنوف ناد کنیژنوو واقع شده‌است.